# Revolución etíope de 1974
La Revolución Etíope fue un movimiento político y militar en el Imperio Etíope que provocó el posterior derrocamiento del emperador Haile Selassie el 12 de septiembre de 1974. El período estaba caracterizado por una agitación civil, policial y militar en Etiopía para protestar contra el debilitado gobierno de Haile Selassie. En general, comenzó el 12 de enero de 1974 cuando los soldados etíopes comenzaron la rebelión en Negele Borana, y las protestas continuaron hasta febrero de 1974. Personas de diferentes ocupaciones, desde oficiales subalternos del ejército, estudiantes y maestros, y taxistas se unieron a una huelga para exigir derechos humanos, cambio social, reformas agrarias, control de precios, escolarización gratuita, excarcelación de presos políticos, y unión obrera exigida para la fijación de salarios de acuerdo con el índice de precios, y pensiones para los trabajadores, etc.
En junio de 1974, un grupo de oficiales del ejército estableció el Consejo Administrativo Militar Provisional, más tarde denominado Derg, que luchó para derrocar al gabinete de Haile Selassie bajo el primer ministro Endelkachew Makonnen. En septiembre de ese año, el Derg comenzó a detener a los asesores más cercanos de Endalkachew, disolvió el Consejo de la Corona y la Corte Imperial y disolvió el personal militar del emperador. La revolución etíope terminó con el golpe de Estado del 12 de septiembre dirigido por el teniente coronel Mengistu Haile Mariam de Haile Selassie por parte del Derg.

## Antecedentes

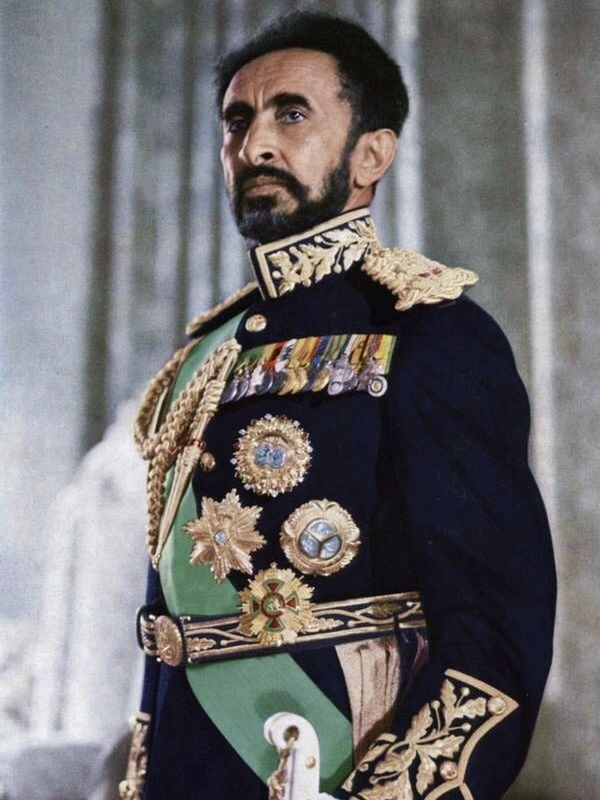
El emperador Haile Selassie I

A comienzos de la década de 1970, el Imperio de Etiopía enfrentaba una profunda crisis política, social y económica, como consecuencia del régimen cuasi feudal del Negus Haile Selassie, llegando a ser uno de los países más pobres del mundo. La mayor parte de la población vivía en el área rural, sufriendo periódicas sequías y enfrentando continuas hambrunas, en tierras cuya eran propiedad del Negus, la nobleza o la Iglesia Ortodoxa Etíope, quienes en ocasiones exigían tributos altísismos a los campesinos empobrecidos. Dicha situación se acentuaba por las derrotas militares a manos de los rebeldes eritreos y por una severa hambruna en las provincias de Wolo y Tigray, producida por la sequía. Todo lo cual generó un gran descontento popular.
Existen fuentes que sugieren que Selassie no tenía conocimiento de la magnitud de la hambruna, mientras que otros aseguran que era bien consciente de ello. Además, eran recurrentes los intentos de funcionarios públicos corruptos de ocultar la hambruna al gobierno imperial. En Etiopía no existían partidos políticos y se necesitaba de la aprobación del monarca para llevar a cabo cualquier acción gubernamental, lo cual repercutía en la ineficiencia de la administración pública.
Dicho descontento fue promovido principalmente por el Partido Revolucionario del Pueblo Etíope (PRPE) y por el Movimiento Socialista Panetíope (MEISON), quienes organizaron diversos actos de protesta al régimen imperial, que se sumaban a las rebeliones campesinas y las protestas estudiantiles. La crisis se vio agravada por los altos precios del petróleo, esta última una consecuencia de la crisis del petróleo de 1973.

## Derrocamiento de Haile Selassie
En la medida que se agudizaba el conflicto las fuerzas armadas, encargadas de la represión de las manifestaciones, comenzaban a incrementar su poder en detrimento del Negus. El descontento se había extendido hasta los militares, quienes exigían mejoras salariales. 
En febrero de 1974 una serie de disturbios callejeros en protesta a la situación económica, provocaron la muerte de 5 personas en Adís Abeba, lo cual obligó al Negus a hacer ciertas concesiones, como congelar el precio de los productos básicos, afectados de una altísima inflación.
Si bien estas medidas lograron bajar la tensión entre la población, no fueron suficientes para pacificar a las fuerzas armadas. En distintos lugares del país estallaron motines militares, ocurriendo el primero en Asmara, entre quienes desde hace años luchaban contra los grupos independentistas eritreos. Ello provocó la renuncia del primer ministro Aklilu Habte Wold el 27 de febrero de 1974, nombrando en su reemplazo a Endalkatchew Makonnen.
Sin embargo, el descontento no disminuyó. Los conflictos entre militares y el gobierno desencadenaron un golpe de Estado liderado por oficiales de baja graduación del Ejército, promovido además por grupos políticos de izquierda, que derrocó al emperador el 12 de septiembre de 1974.
Tras el golpe de Estado se implantó un Consejo Provisional Militar Administrativo, compuesto por 125 miembros, el cual fue denominado Comité de Coordinación de las Fuerzas Armadas, la Policía y el Ejército Territorial, conocida como Derg (comité o consejo en lengua amhárica), encargado de controlar y gobernar el país. El Derg gobernó el país hasta 1987, año en el que se proclamó la República Democrática Popular de Etiopía.